# Independent Spirit Awards 2020
A 35.ª cerimônia do Independent Spirit Awards (mais conhecida como Independent Spirit Awards 2020) homenageando os melhores filmes independentes de 2019, foi apresentado pela Film Independent em 8 de fevereiro de 2020. As nomeações foram anunciadas em 21 de novembro de 2019 pelas atrizes Zazie Beetz e Natasha Lyonne. A cerimônia foi televisionada nos Estados Unidos pela IFC, direto de Santa Mônica, Califórnia. Aubrey Plaza apresentou a cerimônia pela segunda vez.

## Vencedores e indicados
| Melhor Filme | Melhor Diretor |
| --- | --- |
| The Farewell - Clemency - A Hidden Life - Marriage Story - Uncut Gems | Josh e Benny Safdie – Uncut Gems - Robert Eggers – The Lighthouse - Alma Har'el – Honey Boy - Julius Onah – Luce - Lorene Scafaria – Hustlers |
| Mehor Ator | Melhor Atriz |

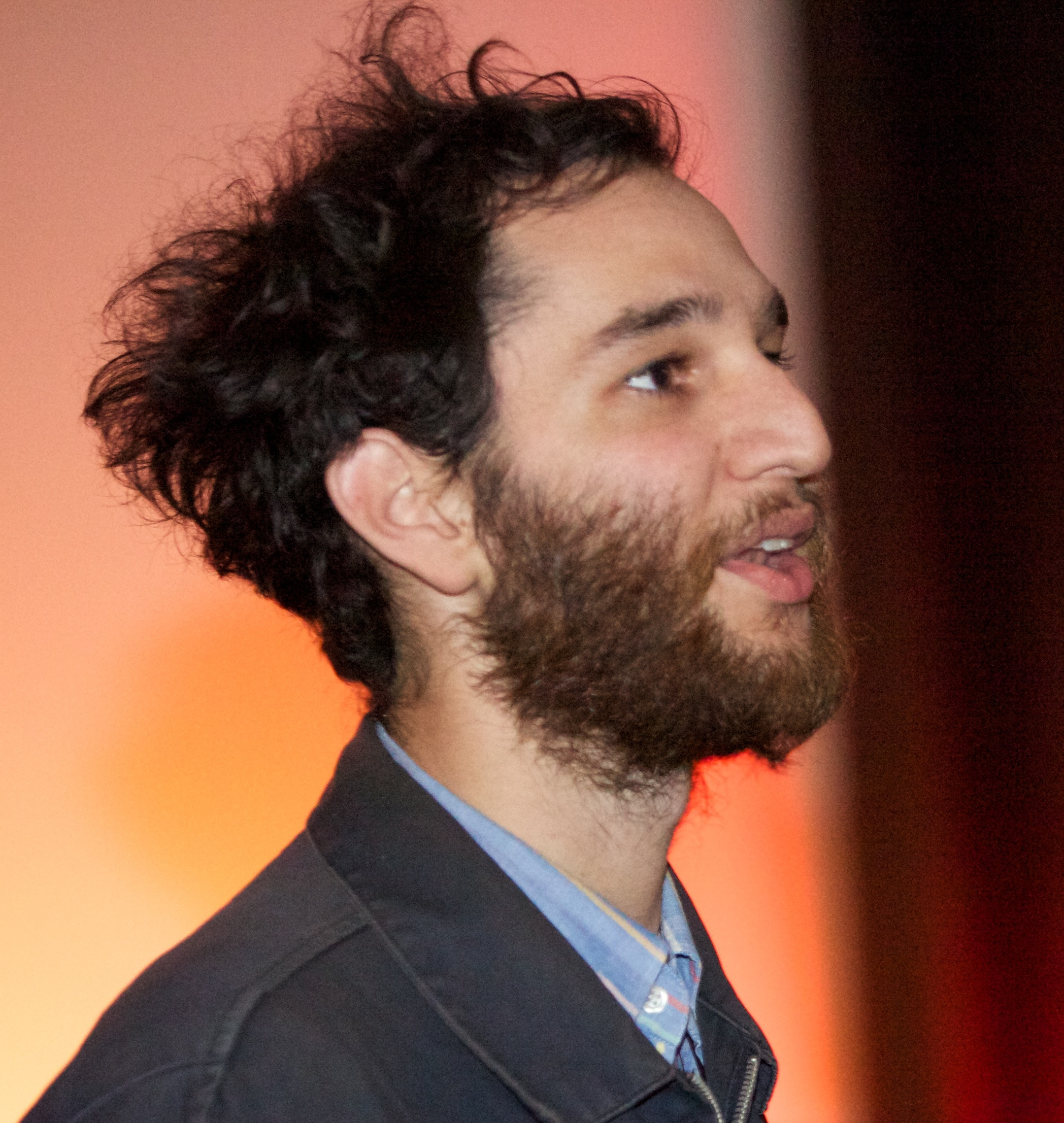
Josh Safdie, venceu o prêmio de melhor diretor.

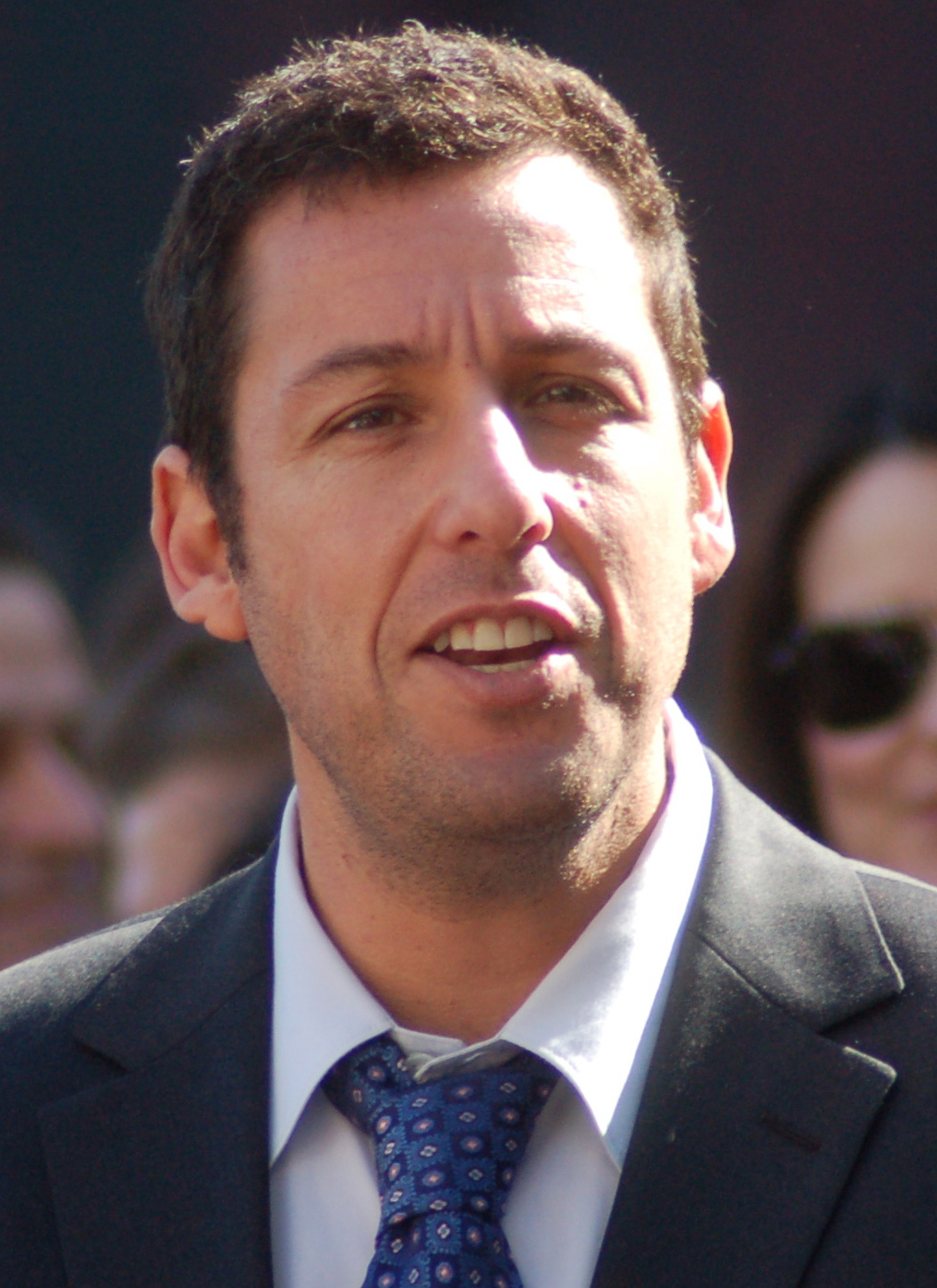
Adam Sandler, venceu o prêmio de melhor ator.

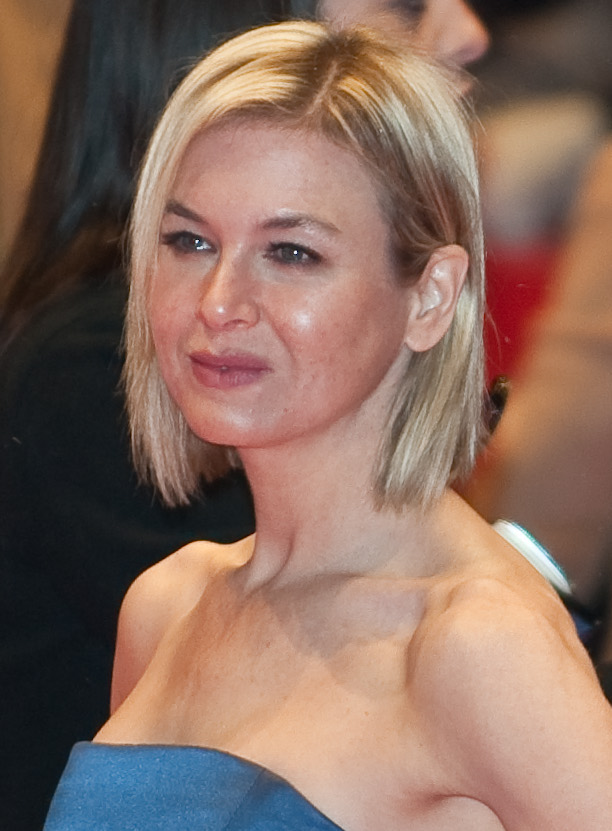
Renée Zellweger, venceu o prêmio de melhor atriz.

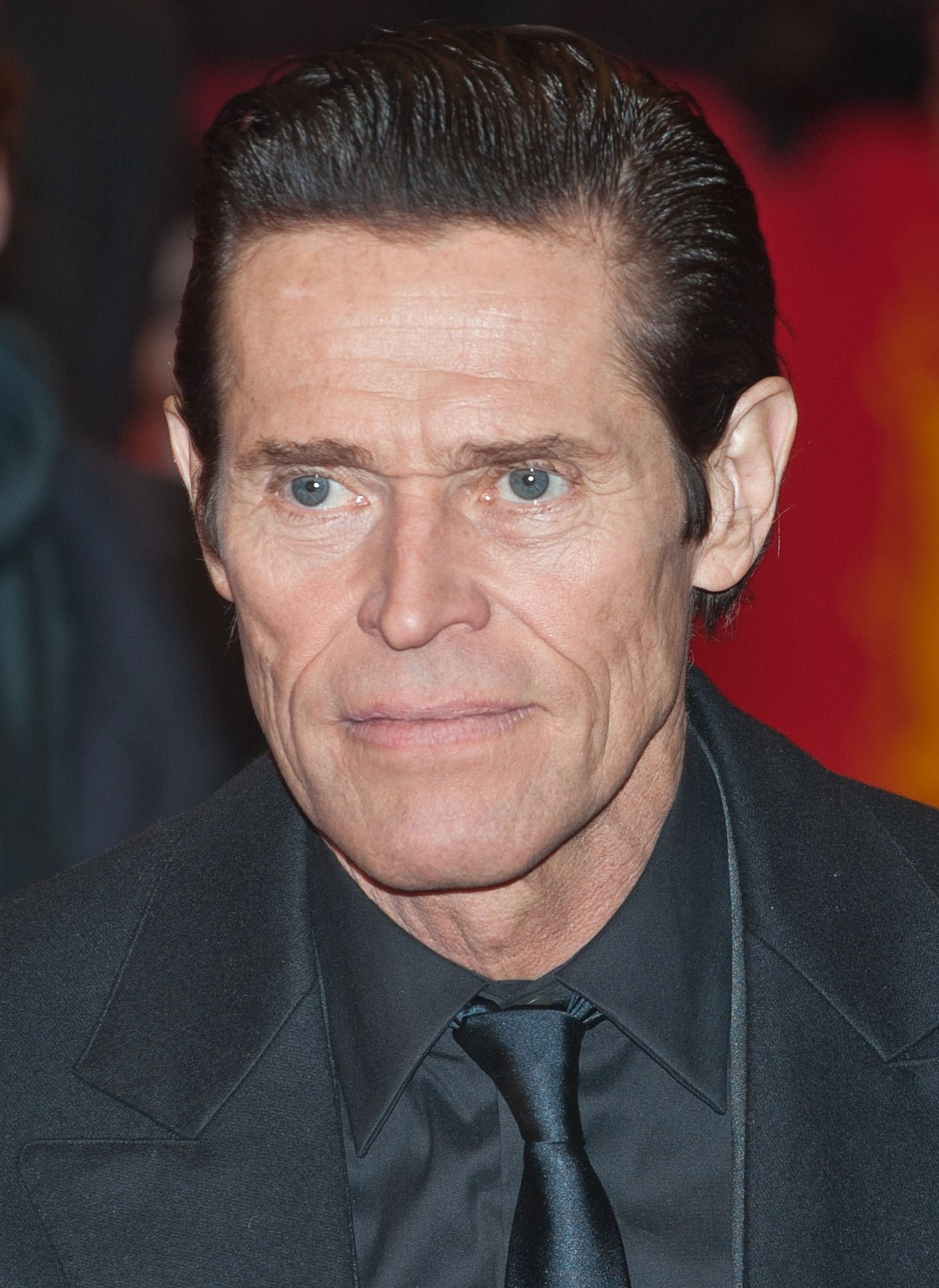
Willem Dafoe, venceu o prêmio de melhor ator coadjuvante.

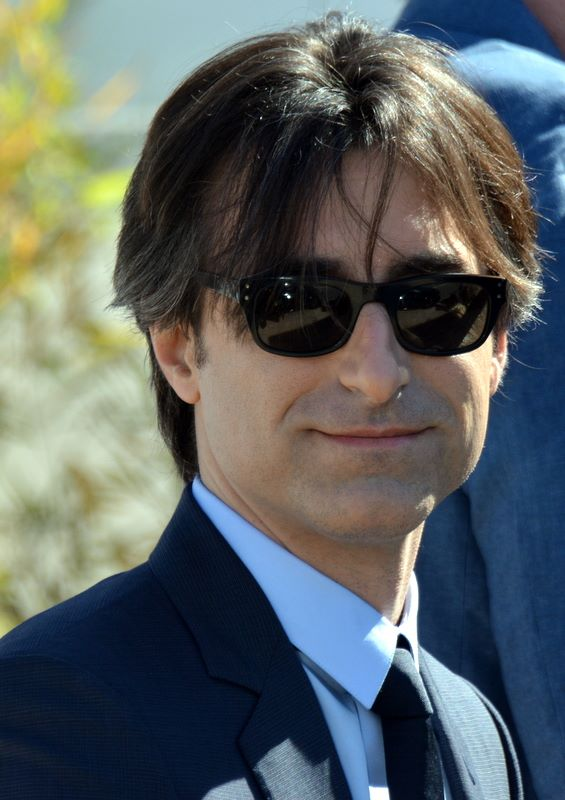
Noah Baumbach, venceu o prêmio de melhor roteiro.

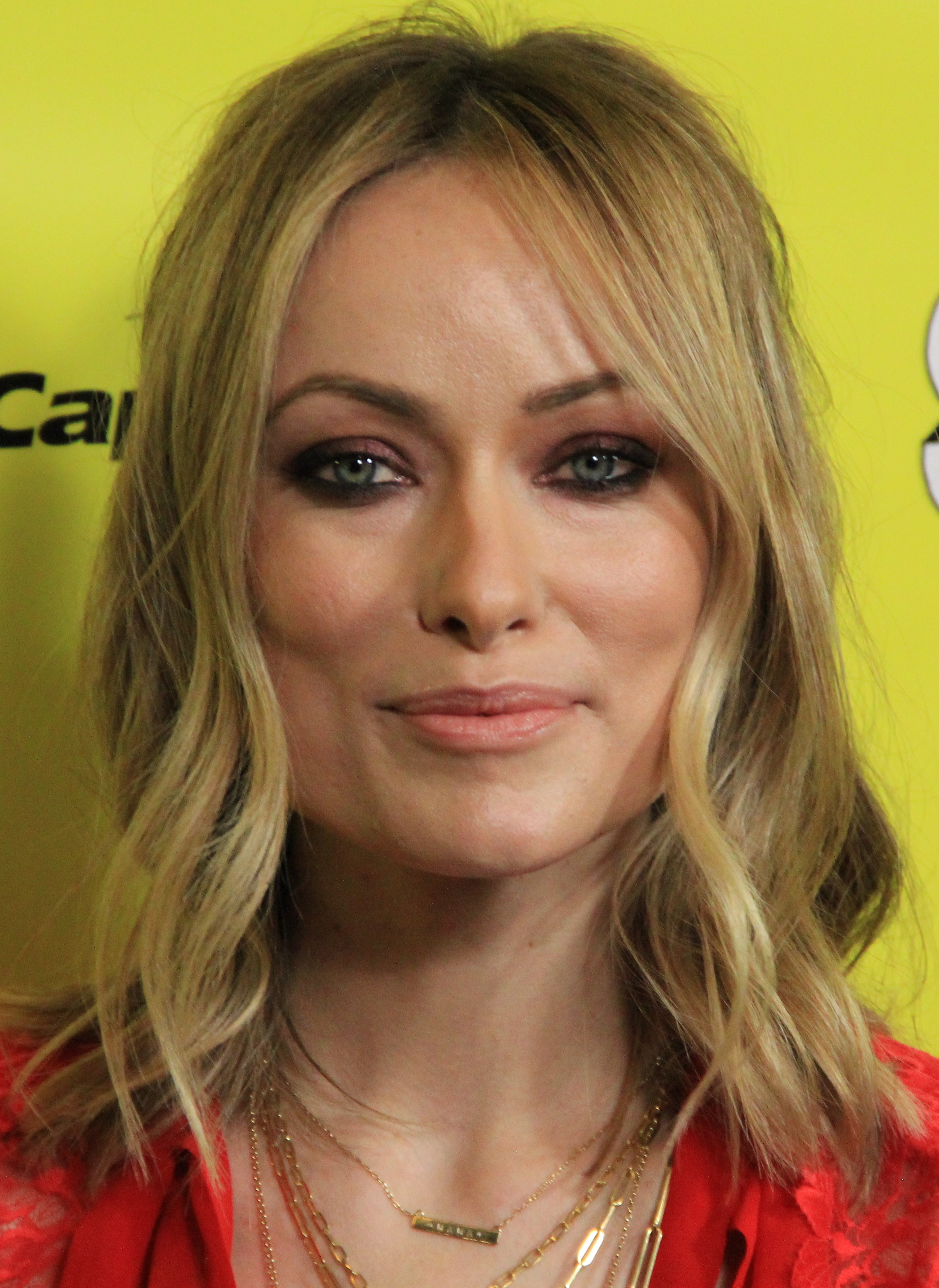
Olivia Wilde, venceu o prêmio de melhor filme de estreia.

| Adam Sandler – Uncut Gems como Howard Ratner - Chris Galust – Give Me Liberty como Vic - Kelvin Harrison Jr. – Luce como Luce Edgar - Robert Pattinson – The Lighthouse como Ephraim Winslow - Matthias Schoenaerts – The Mustang como Roman Coleman                        | Renée Zellweger – Judy como Judy Garland - Karen Allen – Colewell como Nora Pancowski - Hong Chau – Driveways como Kathy - Elisabeth Moss – Her Smell como Becky Something - Mary Kay Place – Diane como Diane - Alfre Woodard – Clemency como Bernadine Williams |
| Melhor Ator Coadjuvante | Melhor Atriz Coaduvante |
| Willem Dafoe – The Lighthouse como Thomas Wake - Noah Jupe – Honey Boy como Otis Lort - Shia LaBeouf – Honey Boy como James Lort - Jonathan Majors – The Last Black Man in San Francisco como Montgomery "Mont" Allen - Wendell Pierce – Burning Cane como Reverend Tillman | Zhao Shu-zhen – The Farewell como Nai Nai - Jennifer Lopez – Hustlers como Ramona Vega - Taylor Russell – Waves como Emily Williams - Lauren "Lolo" Spencer – Give Me Liberty como Tracy - Octavia Spencer – Luce como Harriet Wilson                             |
| Melhor Roteiro | Melhor Roteiro de Estreia |
| Noah Baumbach – Marriage Story - Jason Begue and Shawn Snyder – To Dust - Ronald Bronstein, Josh Safdie, e Benny Safdie – Uncut Gems - Chinonye Chukwu – Clemency - Tarell Alvin McCraney – High Flying Bird                                                                | Fredrica Bailey e Stefon Bristol – See You Yesterday - Hannah Bos e Paul Thureen – Driveways - Bridget Savage Cole eDanielle Krudy – Blow the Man Down - Jocelyn DeBoer e Dawn Luebbe – Greener Grass - James Montague e Craig W. Sanger – The Vast of Night      |
| Melhor Filme de Estreia | Melhor Documetário |
| Olivia Wilde – Booksmart - Stefon Bristol – See You Yesterday - Michael Angelo Covino – The Climb - Laure de Clermont-Tonnerre – The Mustang - Kent Jones – Diane - Joe Talbot – The Last Black Man in San Francisco                                                        | American Factory - Apollo 11 - For Sama - Honeyland - Island of the Hungry Ghosts |
| Melhor Fotografia | Melhor Edição |
| Jarin Blaschke – The Lighthouse - Todd Banhazl – Hustlers - Natasha Braier – Honey Boy - Chananun Chotrungroj – The Third Wife - Pawel Pogorzelski – Midsommar | Ronald Bronstein e Benny Safdie – Uncut Gems - Julie Béziau – The Third Wife - Tyler L. Cook – Sword of Trust - Louise Ford – The Lighthouse - Kirill Mikhanovsky – Give Me Liberty                                                                               |
| Melhor Filme Internacional | |
| Gisaengchung () - A Vida Invisível () - Les Misérables () - Portrait de la jeune fille en feu () - Retablo () - The Souvenir () | |

### Filmes com múltiplas indicações e vitórias
| Indiações | Filme                               |
| --------- | ----------------------------------- |
| 5         | The Lighthouse                      |
| 5         | Uncut Gems                          |
| 4         | Give Me Liberty                     |
| 4         | Honey Boy                           |
| 3         | Clemency                            |
| 3         | Hustlers                            |
| 3         | The Last Black Man in San Francisco |
| 3         | Luce                                |
| 3         | Marriage Story                      |
| 3         | The Third Wife                      |
| 2         | Burning Cane                        |
| 2         | Colewell                            |
| 2         | Diane                               |
| 2         | Driveways                           |
| 2         | The Farewell                        |
| 2         | The Mustang                         |
| 2         | Premature                           |
| 2         | See You Yesterday                   |

| Prêmios | Filme          |
| ------- | -------------- |
| 3       | Uncut Gems     |
| 2       | The Farewell   |
| 2       | The Lighthouse |

## Prêmios especiais

### Prêmio John Cassavetes
Give Me Liberty
- Burning Cane
- Colewell
- Premature
- Wild Nights with Emily

### Prêmio Robert Altman
(O prêmio é concedido ao diretor de cinema, diretor de elenco e elenco)
- Marriage Story — Noah Baumbach, Douglas Aibel, Francine Maisler, Alan Alda, Laura Dern, Adam Driver, Julie Hagerty, Scarlett Johansson, Ray Liotta, Azhy Robertson e Merritt Wever

### Prêmio Kiehl's Someone to Watch
Reconhece um cineasta talentoso de visão singular que ainda não recebeu o reconhecimento adequado. O prêmio inclui um subsídio no valor de US$ 25.000 financiado pela Kiehl's.
- Rashaad Ernesto Green – Premature
  - Ash Mayfair – The Third Wife
  - Joe Talbot – The Last Black Man in San Francisco

### Prêmio BONNIE
Reconhece diretoras com singularidade de visão e uma abordagem inovadora para a produção de filmes. O prêmio inclui um subsídio no valor de US$ 50.000 financiado pela American Airlines.
- Kelly Reichardt
  - Marielle Heller
  - Lulu Wang

### Prêmio Piaget Producers
Homenageia produtores emergentes que, apesar de recursos limitados, demonstram criatividade, tenacidade e visão necessárias para produzir filmes independentes de qualidade. O prêmio inclui um subsídio no valor de US$ 25.000 financiado pela  Piaget.
- Mollye Asher
  - Krista Parris
  - Ryan Zacarias

### Prêmio Truer than Fiction
Apresentado a um diretor emergente de longas-metragens de não ficção que ainda não recebeu um reconhecimento significativo. O prêmio inclui um subsídio no valor de US$ 25.000.
- Nadia Shihab – Jaddoland
  - Khalik Allah – Black Mother
  - Davy Rothbart – 17 Blocks
  - Erick Stoll e Chase Whiteside – América